# Aaron Moorhead

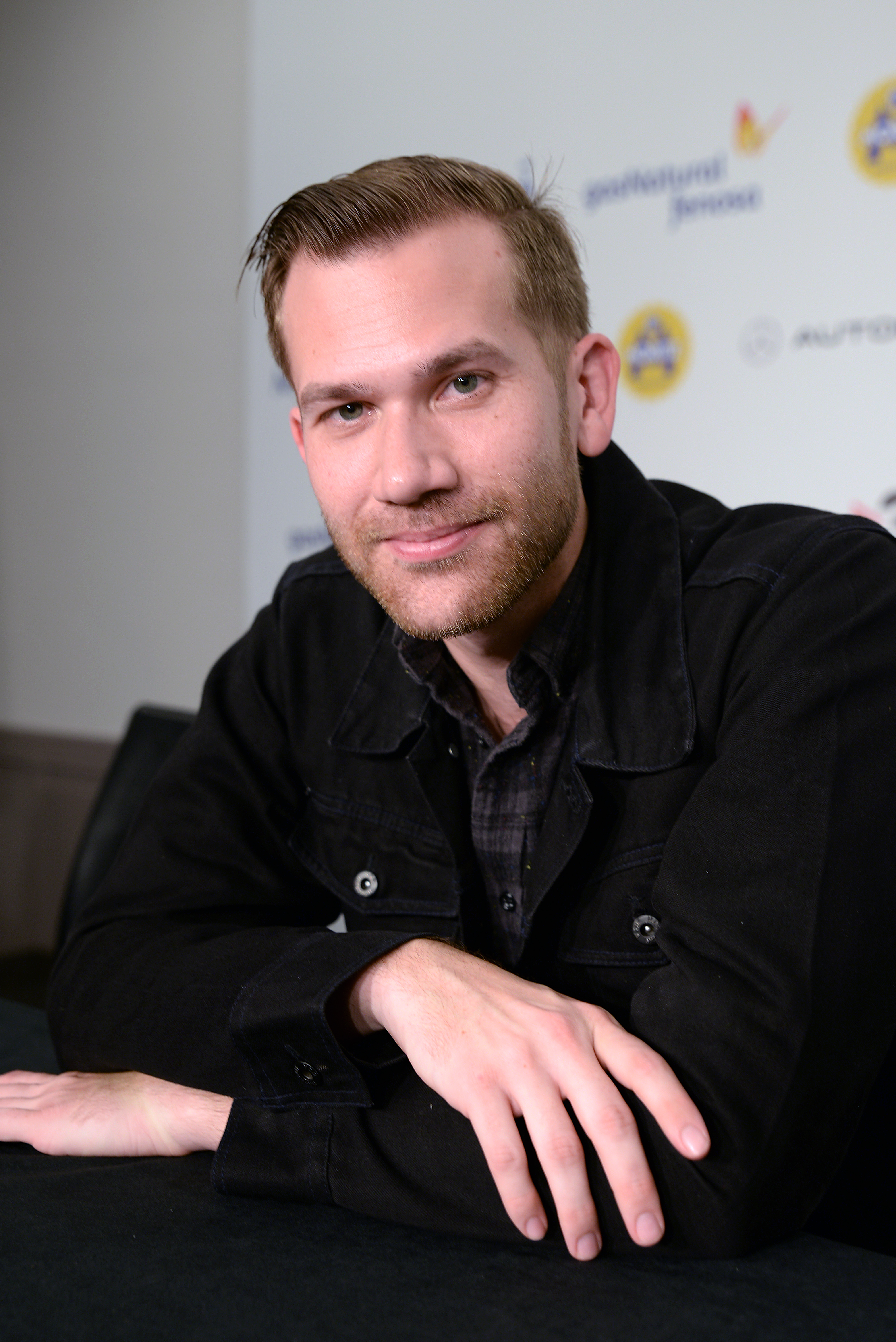
Aaron Moorhead 2017 beim Sitges - Catalonian International Film Festival

Aaron Scott Moorhead (* 17. Dezember 1987) ist ein US-amerikanischer Regisseur, Produzent, Kameramann, Drehbuchautor und Schauspieler.

## Leben und Karriere
Moorhead verbrachte seine Kindheit in Tarpon Springs und besuchte die Palm Harbor University High School.
In Zusammenarbeit mit dem Drehbuchautor und Produzent Justin Benson schuf er zwei von der Kritik gefeierte Filme, 2012 den Horrorfilm Resolution und 2014 den Romantic-Horrorfilm Spring - Love is a monster, der seine Premiere 2014 beim Toronto International Film Festival feierte. Bei beiden fungierte Moorhead als Co-Regisseur, Produzent und Kameramann.
2018 gelang es dem Regisseur-Duo hierzulande eine breitere Aufmerksamkeit mit der Veröffentlichung des Mystery-Films The Endless (2017), der u. a. Teil der Fantasy Filmfest White Nights 2018 war, zu erreichen.
Ihr aktuellstes Werk Synchronic erschien 2019 und war u. a. mit Anthony Mackie und Jamie Dornan in den Hauptrollen besetzt.

## Filmographie (Auswahl)
- 2012: Resolution
- 2014: V/H/S Viral („Bonestorm“)
- 2014: Spring
- 2017: The Endless
- 2019: Synchronic
- 2022: Something in the Dirt
- 2022: Moon Knight (Fernsehserie, Folgen 1x02 und 1x04)
- 2023: Loki (Fernsehserie, Folge 2x01)
- 2025: Descendent

## Auszeichnungen (Auswahl)
- Sitges - Catalonian International Film Festival 2014: lobende Erwähnung zusammen mit Justin Benson (Spring)
- Palm Springs International Film Festival 2015: „Directors to watch“ zusammen mit Justin Benson (Spring)
- Neuchâtel International Fantastic Film Festival
  - 2012: „Mad Movies Award“ zusammen mit Justin Benson (Resolution)
  - 2017: „International Critics Award“ zusammen mit Justin Benson (The Endless)